# 稗田おんまゆら
稗田・おん・まゆら（ひえだおんまゆら、女性）は、日本の占い師である。タロットや水晶玉を用いて占いを行う。ミドルネームの「おん」は本来梵字の「オン」であるが近年は平仮名で記している。

## 来歴
東京都在住、出身地や生年月日は非公開。幼少の頃より霊感があったとされ、高名な心霊研究家に卑弥呼の再来かと言われる。大学で心理学・宗教学・神話学を専攻、卒業後、出版社勤務の傍ら占い師として原宿の占い専門店で占い師としてデビュー。その後、出版社を退職し専業の占い師となる。現在はタロットや水晶を用いた占いによる鑑定を行っている、タロットカードのプロデュースや占いの連載、またと学会の会員としても活動している。また趣味として宗教団体のグッズなどを収集している。

### と学会との関係
1994年に上梓した占いとおまじないの著作「ニクい男、イヤな上司の呪い方教えます」が、2年後の1996年にと学会編著「トンデモ本の逆襲!」に藤倉珊により「現役の占い師が書いた呪術書」として紹介される。以後、オカルティストの立場でありながらと学会に入会し、本人いわくイソップ童話のどっちつかずのコウモリを引き合いに「ビリーバーに水をかけ、逆に懐疑論者には信じさせようとする逆コウモリ」というスタンスを表明している（と学会の稗田の項から引用）。
と学会運営委員の志水一夫とは生前から親交が深く、志水が2009年7月に死去した際には、葬儀に際して遺族とと学会の連絡役を務めた。

### 「教祖」としての活動
冗談宗教として「人として最低教」を発足させ、その「教祖」となっている。

## 著作
- ニクい男、イヤな上司の呪い方教えます―運命を変える白魔術・黒魔術（1994年12月、徳間書店）
- トンデモ本1999（1999年1月、光文社。2009年「トンデモ本の世界Q」と改題され楽工社から文庫版刊行）書評一項執筆
- トンデモ本 女の世界（1999年12月、メディアワークス。2004年、扶桑社から文庫版上下刊行）複数の章で書評を行っている、また巻末の座談会にも参加。
- 幸運Get!ケータイおまじない&占いブック（2000年4月、竹内書店新社）
- いつでも、どこでもできる1枚繰りタロット占い（2009年6月、有楽出版社発行、実業之日本社発売）

その他、「と学会年鑑シリーズ」（太田出版→楽工社）にも例会発表を寄稿